# ستينوماسك

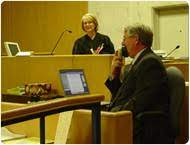
مراسل أو كاتب المحكمة يختبر ستينوماسك الخاص به.

ستينوماسك هو عبارة عن ميكروفون محمول محاط ومبطن بحشوة عازلة للصوت تتناسب مع فم المتكلم أو أنفه وفمه. قد تكون بعض الإصدارات خفيفة الوزن مزودة بحزام رقبة مرن لتثبيتها في مكانها أثناء تحرير يد المستخدم للقيام بمهام أخرى. والغرض من ستينوماسك هو السماح للشخص بالتحدث دون أن يسمع من قبل الآخرين، والحفاظ على ضوضاء الخلفية بعيدا عن الميكروفون.

## نبذة
يعتبر ستينوماسك مفيدًا لتطبيقات التعرف على الكلام، لأنه يسمح بنسخ الصوت في بيئات صاخبة. ولعل الأهم من ذلك هو أن الستينوماسك يكتم صوت المستخدم بحيث لا يتداخل مع البيئة المحيطة مثل المحكمة أو الفصل الدراسي. ويمكن للمستخدم تحديد المتحدث شفهيًا، والإشارة إلى الإيماءات والإجابات غير المعلنة، ووصف الأنشطة أثناء حدوثها.
يمكن تدريب مشغل الستينو ماسك على «إعادة صوت» كل ما يسمعه أو تسمعه إلى ستينو ماسك متصلة بنظام التعرف على الكلام، لنسخ كل ما تم التحدث به في الوقت الحقيقي. وهذا يسمح لـ «كاتب صوت» بإنتاج تغذية نصية فورية داخل قاعة المحكمة وتوزيعها في شكل نص بسيط فورًا بعد إجراء الدعوى. ويمكن للمعدات أيضا أن تتفاعل مع برامج إدارة الدعاوى القضائية.
ويمكن للمشغل المدرب الذي يستخدم جهاز ستينوماسك متصل بنظام التعرف على الكلام ومجهز مسبقا أن يتجاوز 180 كلمة في الدقيقة بينما يتجاوز في الوقت نفسه دقة 95 في المائة. كما يمكنهم تعديل نطق الكلمات التي يتحدثون بها من أجل تحسين الدقة.
بالمقارنة مع الأساليب التقليدية مثل كتابة جريج المختزلة وتقنية الستينوتايب، فإن العيب الرئيسي لتكنولوجيا ستينوماسك هو المظهر البصري المميز للمشغل عند التحدث إلى اليه. وكما قالت صحيفة أخبار (دالاس مورنينغ)، «بإمكانهم توجيه (دارث فيدر) الداخلي الخاص بهم» وذلك في تغطية أول كاتب صوتي رسمي في ولاية ويسكونسن، كما وبدأت صحيفة راسين جورنال تايمز بشرح أن القناع ليس «وسيلة لاستدعاء أتباعه لبناء نجم الموت».
تستخدم الميكروفونات التي تعمل مثل ميكروفون ستينوماسك من قبل طواقم الطيران على الأرض للتواصل مع طواقم قمرة القيادة في بيئات المطارات ذات الضوضاء الشديدة الصادرة من محرك، وعادة ما تكون جزءًا من سماعات الرأس الخاصة بهم.

## التاريخ
طور هوراس ويب واثنين من زملائه ستينوماسك في أوائل الأربعينيات. كان بارعا في كتابة جريج المختزلة، لكنه سعى إلى نظام نسخ أكثر دقة وأسرع، حيث أن ملاحظات الاختصار (المختزلة) يمكن أن تصبح غير قابلة للإدارة مع الكلام السريع أو المصطلحات الصعبة. وعلاوة على ذلك، إلى أن يصبح برنامج التعرف على الكلام دقيقا بما فيه الكفاية للاستخدام اليومي في منتصف التسعينات، يفرض المراسلون المختزلون ملاحظات النص شفهيًا في شكل مكتوب على آلة الكتابة، مما أدى إلى حوالي ساعتين إملاء لكل ساعة نسخ.
وهكذا، اعتقد ويب أنه يستطيع «تكرارها بصوتي بدلاً من القلم». بعد الكثير من التجارب - أولاً باستخدام علبة السيجار ثم علبة عصير الطماطم - توصل إلى حل باستخدام ميكروفون داخل قناع الأكسجين المطاطي للطيار العسكري، مقترنًا بوعاء قهوة مليء بمواد تمتص الصوت. واعتبرت بحرية الولايات المتحدة في نهاية المطاف أن النتيجة هي أدق طريقة لنسخ النصوص بين «جميع النظم المعروفة لتدوين المحاضر الحرفية»، كما واعتمدت فيما بعد لاستخدامها في تقارير المحاكم.

## روابط خارجية
- National Verbatim Reporters Association[وصلة مكسورة]